# Erodium salzmannii
Erodium salzmannii là một loài thực vật có hoa trong họ Mỏ hạc. Loài này được Delile mô tả khoa học đầu tiên năm 1838.